# ㇴ
「ㇴ」は小書き片仮名の「ヌ」であり、アイヌ語で使用される仮名のひとつである。前の音と組み合わせ1モーラを形成する。通常は日本語では使用されない。
語末の子音として使用され、発音は「ン」に近いが、「ン」とも「ㇺ」とも異なる。
アイヌ語の文献でもほとんど出てこない文字であり、使用されることはまれである。

## ㇴに関わる諸事項
- アイヌ語に対応する目的で、JIS X 0213で追加された仮名の一つである。
- 日本語で否定を表す「ぬ」を表す場合にこの字を使用する場合がある。